# Gymnázium Říčany
Gymnázium Říčany je střední škola všeobecného zaměření v Říčanech u Prahy. Jejím zřizovatelem je Středočeský kraj. Na škole studuje 347 žáků (stav 30. 9. 2019). Ředitelkou gymnázia byla od roku 1990 do července roku 2011 PhDr. Václava Černá. Od srpna 2011 do srpna 2020 byla ředitelkou PaedDr. Anna Martinková, Ph.D. Od 1. února 2021 je ředitelkou školy Mgr. Zuzana Pokorná.

## Zaměření
Zaměření studia je všeobecně vzdělávací. Studenti si však mohou v posledních dvou ročnících vybírat z různě zaměřených seminářů a volitelných předmětů. Studenti si vybírají mimo angličtiny ze dvou cizích jazyků - němčiny a španělštiny.

## Historie
Gymnázium bylo otevřeno v roce 1950 po dostavění nové školní budovy. Jeho vznik provázely problémy, ale tehdejší ministr školství Zdeněk Nejedlý se zřízením střední školy souhlasil poté, co říčanští zastupitelé podali návrh, aby škola nesla jeho jméno – Gymnázium Zdeňka Nejedlého. Od roku 1953 se typ školy změnil na jedenáctiletou střední školu, od roku 1960 se zavedla dvanáctiletá Střední všeobecně vzdělávací škola. Až ve školním roce 1968–69 se obnovil osvědčený typ čtyřtřídního gymnasia. Po revoluci 1989 bylo přejmenováno na Gymnázium Říčany a toto jméno nosí dodnes. V roce 1996 se zde po mnohaleté přípravě rozhoupalo Foucaultovo kyvadlo, které i do současnosti tvoří největší chloubu školy.
Dne 23. května 1978 byl unesen autobus se studenty třetího ročníku říčanského gymnázia, kteří byli na školním výletě do NDR. Pod pohrůžkou zastřelení přinutili únosci řidiče autobusu, aby změnil směr jízdy na hranice s NSR. Prostřednictvím studentů, které si vzali jako rukojmí, se v Chebu snažili vyjednat průjezd hraničním přechodem do NSR v Pomezí nad Ohří. Všech 39 studentů únos přežilo, smrtelně zraněni byli řidič autobusu Jan Novák a jeden z únosců Milan Bareš.

## Po roce 1989
Na škole proběhlo minimum oprav, proto zde mohl být v roce 2010 natáčen film Občanský průkaz, který se odehrává v dobách před listopadem 1989. Gymnázium v říjnu 2010 oslavilo své 60. výročí (22. října – školní slavnost s akademií a průvodem, 23. října – akademie a otevřená škola pro veřejnost). V létě 2014 se zde natáčel také film režiséra Petra Nikolaeva Vybíjená.
V září 2015 získala škola titul Fakultní škola Přírodovědecké fakulty Univerzity Karlovy a užívá ho dosud.
Na zahradě školy proběhla výstavba nové sportovní haly společně s novým biologickým křídlem a chemickou laboratoří.

## Významní absolventi
- Dana Batulková – herečka
- Dana Drábová – jaderná fyzička
- Petr Homolka – ředitel
- Rudolf Jindrák – diplomat
- Karel Kovanda – diplomat
- Vladimír Kovář – Unicorn
- Václav Kuba – moderátor ČRo Pohoda
- Miroslav Masopust – herec
- Zlatko Pastor – porodník, gynekolog a sexuolog
- Josef Peterka – básník
- Viktor Preiss – herec